# Bondar, Bârzula
Bondar (în ucraineană Бондарі) este un sat în comuna Ananiev din raionul Bârzula, regiunea Odesa, Ucraina.

## Demografie
Componența lingvistică a localității Bondar
     Ucraineană (100%)
Conform recensământului din 2001, toată populația localității Bondar era vorbitoare de ucraineană (100%).